# Zoo d'Ueno
Pour les articles homonymes, voir Ueno (homonymie).
Le zoo d'Ueno (上野動物園, Ueno dōbutsuen) est un parc zoologique japonais situé dans le parc d'Ueno à Tokyo. D'une surface de 14,3 hectares il présenterait plus de 10 000 animaux de 900 espèces[réf. souhaitée], répartis dans plusieurs enclos ou bassins aménagés en fonction de leurs habitats naturels.

## Historique
Le zoo d'Ueno a été fondé en 1882 et est le plus vieux du Japon.
En septembre 1943, le Japon étant sous la menace de bombardements aériens, l'administrateur de Tokyo, Shigeo Ōdachi, donne l'ordre de tuer tous les animaux du zoo d'Ueno, un acte raconté dans le livre Fidèles éléphants (en) après-guerre.
En 2011, le zoo reçoit un couple de pandas géants de la part de la Chine au prix annuel de 950 000 €.
Le 5 juillet 2012, un bébé panda naît au zoo d'Ueno, le premier au Japon depuis 24 ans. Il meurt le 11 juillet, provoquant un drame national au Japon.